# Terzo
Terzo är en ort och kommun i provinsen Alessandria i regionen Piemonte i Italien. Kommunen hade 851 invånare (2018).